# Фаминцын, Егор Андреевич
Егор Андреевич Фаминцын (3 марта 1736 — 14 июля 1822) — русский государственный деятель, действительный статский советник (1786). Брат генерал-поручика Сергея Андреевича Фаминцына (1745—1819).

## Биография
Родился в 1736 году. Выходец из дворянского рода Фаминцыных. Сын генерал-майора Андрея Егоровича Фаминцына (1714—1787) и его супруги Аграфены Алексеевны, урождённой Зыбиной (1716—1802), дочери президента Берг-коллегии (в 1726—1731 годах) действительного статского советника А. К. Зыбина. 
Пошёл по стопам деда по матери, и в 1770-е годы служил в Берг-коллегии. Не позднее 1780 года был назначен вице-губернатором Харьковского наместничества. В период службы вице-губернатором имел чин статского советника.
В 1786 году был произведён в действительные статские советники и назначен директором московского Ассигнационного банка.
Скончался в 1822 году и был похоронен на кладбище Донского монастыря.